# Pieve di Valtravaglia
La pieve di Val Travaglia (in latino Plebis Vallis Travaliae) o pieve di San Vittore martire era il nome di un'antica pieve del ducato di Milano e, per la sua gran parte, dell'arcidiocesi di Milano, anche se le parrocchie della Val Marchirolo, pur amministrativamente parte di questa pieve, dal punto di vista religioso ne erano distaccate poiché appartenevano alla diocesi di Como e più precisamente, fino al 1633, alla pieve di San Giovanni Battista di Agno.
Il patrono era san Vittore martire, cui ancor'oggi è dedicata la chiesa di Bedero.

## Storia
Scarse sono le informazioni circa la pieve della Val Travaglia, anche se si ha ragione di credere che la sua fondazione risalga al XII secolo, epoca in cui la parrocchia di Bedero ricadeva sotto la direzione del monastero di San Pietro in Ciel d'Oro di Pavia.

Dal punto di vista amministrativo, la dominazione milanese sull'area divenne completa nel Trecento, secolo in cui i Visconti crearono un'unica pieve per tutta la zona. Molto più sfaccettata era invece la situazione religiosa, con varie zone di confine sottoposte alle confinanti Arcisate, Cuvio, Cannobio e, soprattutto, Agno, in gran parte sostituita da Marchirolo quando la precedente cadde sotto la dominazione svizzera. Gli elvetici anzi occuparono tutta la Valtravaglia nel 1512, senza celare i loro avanzati progetti annessionistici, ma la sconfitta nella battaglia di Marignano del 1516 li costrinse a ritirarsi. 
Sempre dal lato civile, la pieve amministrativa fu oggetto di un esperimento riformatore di stampo illuminista da parte dell'imperatore Giuseppe II, che nel 1786 la incluse nella neocostituita Provincia di Varese, ripartizione cancellata però dopo soli cinque anni dal fratello Leopoldo II, imperatore ben più conservatore. La pieve fu poi soppressa nel 1797 in seguito all'invasione di Napoleone e alla conseguente introduzione di nuovi e più moderni distretti che si rivelarono però effimeri.
Per quanto riguarda invece la pieve religiosa, divenuta sede di un vicariato foraneo con le disposizioni del concilio di Trento, Bedero recuperò Campagnano da Cannobio nel 1529, vide una nuova parrocchia a Due Cossani nel 1934, e rimase capopieve sino al 1972 quando venne soppressa dai decreti del cardinale e arcivescovo milanese Colombo, sebbene già da tempo la parrocchia di Luino fosse divenuta autonoma. Oggi il suo territorio comprende 42 parrocchie.

## Territorio
Nella seconda metà del XVIII secolo, il territorio della pieve era così suddiviso:
| Pieve civile                                                       | Pieve ecclesiastica                             |
| Comune di Bedero con Brezzo Comune di Muceno con Ticinallo         | Parrocchia prepositurale di San Vittore martire |
| Comune di Agra con Colmegna e Cassina Casneda                      | Parrocchia di Sant'Eusebio                      |
| Comune di Arbizzo                                                  | --                                              |
| Comune di Armio                                                    | Parrocchia di San Lorenzo martire               |
| Comune di Biegno                                                   | Parrocchia della Natività di Maria Vergine      |
| Comune di Bosco                                                    | Parrocchia dell'Annunciazione                   |
| Comune di Brissago                                                 | Parrocchia di San Giorgio martire               |
| Comune di Brusimpiano                                              | --                                              |
| Comune di Cadero                                                   | Parrocchia di San Silvestro                     |
| Comune di Campagnano Comune di Garabiolo Comune di Musignano       | Parrocchia di San Martino vescovo               |
| Comune di Cremenaga                                                | --                                              |
| Comune di Cugliate                                                 | --                                              |
| Comune di Cunardo                                                  | --                                              |
| Comune di Curiglia                                                 | Parrocchia di San Vittore                       |
| Comune di Dumenza Comune di Cossano Comune di Runo con Stivigliano | Parrocchia di San Giorgio                       |
| Comune di Fabiasco                                                 | --                                              |
| Comune di Germignaga                                               | Parrocchia di San Giovanni Battista             |
| Comune di Graglio                                                  | Parrocchia dei Santi Gervaso e Protaso martiri  |
| Comune di Grantola                                                 | Parrocchia dei Santi Pietro e Paolo             |
| Comune di Lavena Comune di Ardena                                  | --                                              |
| Comune di Lozzo                                                    | Parrocchia dell'Assunzione di Maria Vergine     |
| Comune di Luvino                                                   | Parrocchia dei Santi Pietro e Paolo             |
| --                                                                 | Parrocchia di Santo Stefano                     |
| Comune di Maccagno Superiore                                       | Parrocchia di San Materno                       |
| Comune di Marchirolo                                               | --                                              |
| Comune di Marzio                                                   | --                                              |
| Comune di Mesenzana                                                | Parrocchia della Purificazione di Maria Vergine |
| Comune di Montegrino                                               | Parrocchia di Sant'Ambrogio                     |
| Comune di Monteviasco                                              | Parrocchia dei Santi Martino e Barnaba          |
| Comune di Musadino con Ligurno                                     | Parrocchia di Santa Maria Assunta               |
| Comune di Pino                                                     | --                                              |
| Comune di Porto                                                    | Parrocchia di Santa Maria Assunta               |
| Comune di Roggiano                                                 | Parrocchia di San Donnino                       |
| Comune di Tronzano con Bassano                                     | --                                              |
| Comune di Veccana Comune di Castello con Caldè                     | Parrocchia dei Santi apostoli Pietro e Paolo    |
| Comune di Viconago                                                 | --                                              |
| Comune di Voldomino con Biviglione                                 | Parrocchia di Santa Maria Assunta               |